# Koss

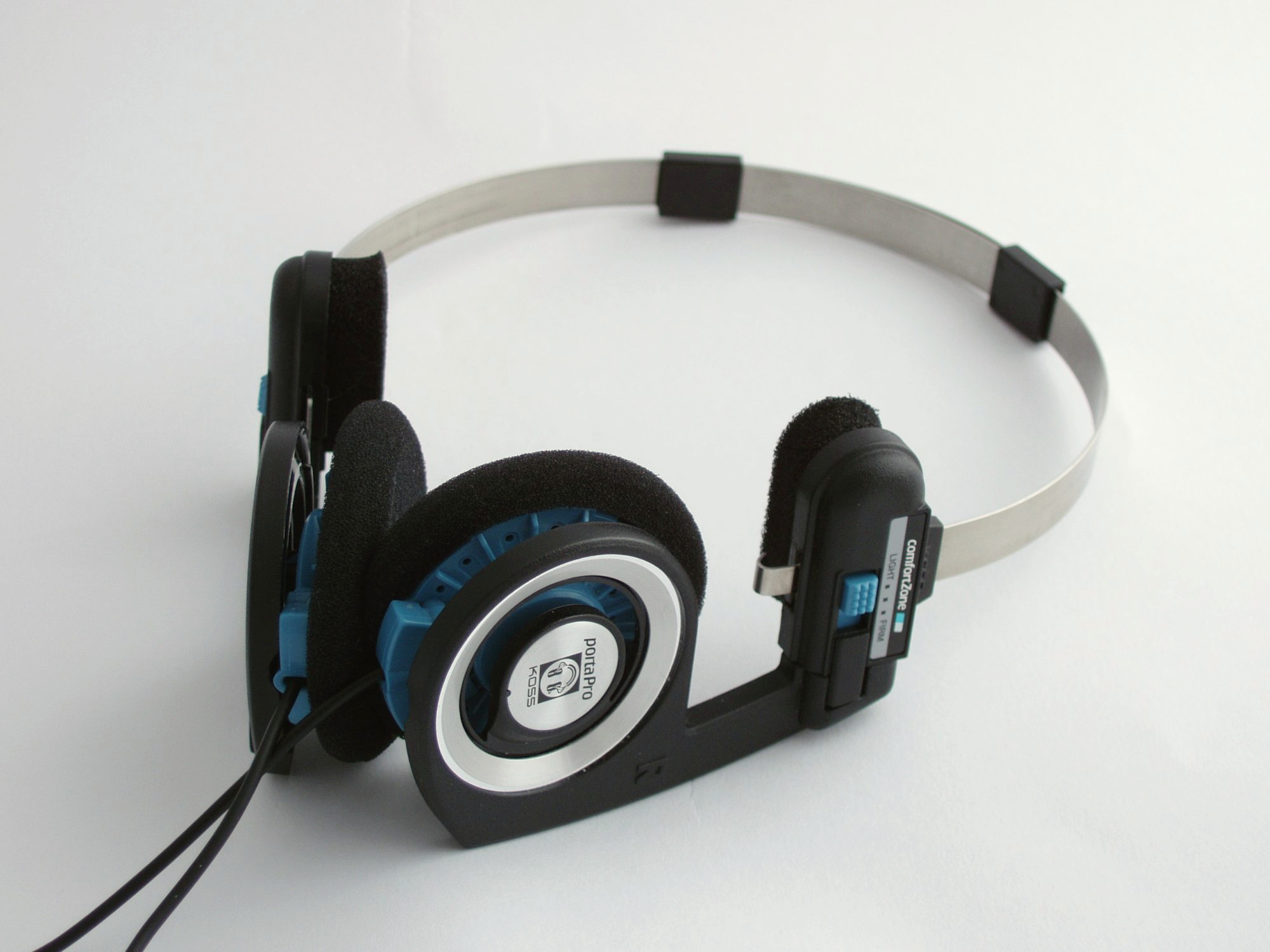
Sluchátka Koss Porta Pro

Koss Corporation  je americká společnost, zabývající se navrhováním a výrobou sluchátek.

## Historie firmy Koss
John C. Koss založil firmu J. C. Koss Hospital Television Rental Company v roce 1953. Ve městě Milwaukee (Wisconsin, USA) se nejprve zabýval pronájmem televizí nemocnicím. Nadšený hudebník a člen orchestru se brzy soustředil na nové možnosti a pronikl do hi-fi průmyslu. Jeho obchodním partnerem se stal Martin Lange a společně se pustili do vzniku gramofonu 390. Představen byl na hi-fi show v Milwaukee společně s párem leteckých sluchátek. Od této doby se firma Koss nasměrovala k vyrábění sluchátek.
Šedesátá léta 20. století – Koss Stereophones si oblíbili mnozí známí hudebníci, mezi jinými Mel Torme či Tony Bennett. Profesionální svět se nadchl pro zvuk Koss sluchátek. Ve slavné éře The Beatles vznikají Koss Beatlephone. Mají mušle s obrázky slavné hudební skupiny. Roku 1969 se Koss sluchátka objevují v letadle Air Force One během cesty prezidenta Richarda Nixona.
Roku 1970 se firma Koss stěhuje do větších prostor, kde sídlí i v současné době. Sedmdesátá léta 20. století jsou časem pro vznik co nejdokonalejšího zvuku, o to se pokouší vývojové laboratoře firmy Koss. Nová montážní linka rozšiřuje výrobu.
Roku 1972 byla použita první velkoplošná reklama v Milwaukee, která se postupně rozšiřuje i do dalších velkých amerických měst. Sláva zvuku Koss neustále roste. Roku 1973 se Koss účastní veřejného výstavního salónu elektroniky a ve stánku se mohou návštěvníci dostat k přímému poslechu. Od roku 1977 se již Koss ocitá na prahu nové světové éry pro svůj kvalitní přenos zvuku.
V roce 1991 začala firma Koss Audio & Video Electronics vyrábět a prodávat elektronické výrobky v oddělené společnosti ve městě Hazelwood (Missouri, USA). Rodina Kossů vlastní více než 75 % firmy.

### Další historické mezníky firmy Koss
1982 – Koss sponzoruje zřízení centra pro výzkum a léčbu sluchu na lékařské univerzitě ve státu Wisconsin
1986 – Představena komfortní infračervená bezdrátová sluchátka JCK/200
1989 – Americké symfonické orchestry hodnotí Koss nejvyšší známkou kvality v nahrávacích studiích
Červenec 1989 – Koss vyhlašuje doživotní záruku  na veškeré své výrobky.

## Druhy sluchátek Koss
Společnost Koss vyrábí mnoho druhů sluchátek, mezi něž patří také níže uvedené. Některé druhy se již nevyrábějí.

### Sluchátka SP-3
Montování sluchátek SP-3 začalo v říjnu 1958. Šlo o svého druhu první na světě v hi-fi kvalitě a fanoušci si přivykli na označení „zvuk Koss“.

### Sluchátka ESP/950
Objevují se na trhu v 90. letech 20. století a jde o elektrostatická sluchátka

### Sluchátka QZ/100
Díky aktivnímu systému umí potlačit vnější šumy. Slyšitelnost je naprosto vynikající a bez cizích zvuků.

### Koss KSC/35
Sportovní sluchátka nevyžadující hlavový most. Díky speciálním držákům se zasunou za uši a sluchadlo je tedy velmi pohodlné při pohybu.

### Koss Porta Pro
Koss Porta Pro jsou jedny z nejpopulárnějších sluchátek současnosti od společnosti Koss, dobře známé i v České republice. Unikátní design byl poprvé navržený v roce 1984  a od té doby se nezměnil.
Mezi populární současné modely sluchátek Koss patří také iSpark, The Plug, UR/20, KSC75 a další. 

## Typy sluchátek Koss
Různá sluchátka slouží k různým účelům. Zde je výpis různých typů sluchátek Koss podle stránek českého distributora. 

### Profi sluchátka
Špičkové modely pro práci ve studiu, na pódiu, pro DJ, pro zatlumení v náročnějším provozu a druhy pro call centra. Profi druhy nabízí uzavřené nebo skoro uzavřené mušle. Pro své využití se vyznačují vysokou odolností, dobře izolují od okolního prostředí.

### Domácí sluchátka
Nápadité moderní designy, retro styl i druhy v barevném provedení. Zahrnují miniaturní uzavřená sluchátka, s velkou mušlí, koženkovými náušníky, polouzavřená i otevřená sluchátka.
I v levnějších variantách můžete počítat s přijatelným zvukem, který jde regulovat. Některé druhy se dají skládat. Vhodné na cesty a na doma.

### Přenosná sluchátka
S uchycením do uší, za uši, s týlním mostem, přes hlavu. Do této kategorie zapadají legendární Koss Porta Pro, dodávané již od roku 1984 v nezměněné podobě. Jsou charakteristické silnými basy, což vyhovuje při poslouchání rockové a elektronické hudby.

### Komunikace
Sluchátka Koss využijete k počítači, kde díky mikrofonu můžete bez problémů telefonovat. Využijete je i při hraní her a při poslechu hudby.